# Jets (gruppo musicale)
I Jets, noti anche come "I fantastici Jets", sono stati un gruppo musicale italiano fondato a Genova nel 1963 e attivo fino al 1967.

## Storia
I Jets si formano nel 1963 per merito di Gianni Casciano, Franco Gatti (Genova, 4 ottobre 1942 – Genova, 18 ottobre 2022), Angelo Sotgiu (Trinità d'Agultu e Vignola, 22 febbraio 1946), Gerolamo Rebolino, Francesco Doriani e Sergio Bertola, poi sostituito da Gianni Belleno (Genova, 17 febbraio 1949). Firmano il primo contratto con la ITV, etichetta discografica genovese, incidendo quattro singoli fino al 1964.
Il gruppo si sfalda nel 1967, quando:
1. Belleno lascia la band per fondare un nuovo complesso, con altri musicisti genovesi – il cantante e chitarrista Nico Di Palo, il cantante e polistrumentista Vittorio De Scalzi, il bassista Giorgio D'Adamo e il tastierista Mauro Chiarugi, – che verrà chiamato New Trolls[2];
2. Gatti e Sotgiu decidono di formare un quartetto polifonico in seguito all'incontro con le cantanti Angela Brambati[3] – fidanzata con lo stesso Sotgiu dal 1963 – e Marina Occhiena, nascono così i Ricchi e Poveri[1].

Nel frattempo, il superstite Casciano ravvia il progetto e propone a Renzo Cochis (batteria), Aldo Stellita (basso) e Piero Cassano (tastiere) di dar vita a una nuova formazione, dapprima battezzata New Jet (fino al 1970) e poi solo Jet.

## Formazione

### Ultima
- Gianni Casciano – voce (1963-1967)[5]
- Gerolamo Rebolino – chitarra, cori (1963-1967)[5]
- Franco Gatti – chitarra, cori (1963-1967)[5]
- Angelo Sotgiu – sax, cori (1963-1967)[5]
- Francesco Doriani – basso (1963-1967)[5]
- Gianni Belleno – batteria (1964-1967)[N 2]

### Ex componenti
- Sergio Bertola – batteria (1963-1964)

## Discografia

### Raccolte
- 2020: Le origini - Discografia '64/'69 - con i Ricchi e Poveri, i Preistorici e Marina Occhiena (On Sale Music)

### Singoli
- 1963: La fine del mondo/Malacapa (ITV, 054)
- 1963: Eri in panne.../Te lo dirò (ITV, 055)
- 1964: La fine del mondo/Perché mi lasci (ITV, 058)
- 1964: Io ti punirò/La casa del sole (ITV, 059)

### Fonti
1. 1 2   Mondo Beat. Le testimonianze dei protagonisti, su Musica & Memoria. URL consultato il 12 settembre 2024.
2. ↑   La formazione dei Jets - newtrolls.it, su newtrolls.it. URL consultato il 18 giugno 2014 (archiviato dall'url originale il 22 agosto 2017).
3. 1 2 3  Tutti e tre, provenienti da altri gruppi beat: lei da I Preistorici, gli ultimi due dal complesso Onde Sonore.
4. 1 2  Che, negli anni a venire, decidono di lasciare la formazione e vengono sostituiti: il primo da Carlo Marrale (detto "Bimbo") nel 1970, il secondo da Paolo Siani (da non confondere con l'omonimo politico) all'inizio del 1974.
5. 1 2 3 4 5  Membri superstiti della prima formazione.

### Annotazioni
1. ↑  Detto "Pucci".
2. ↑  New-entry.